# 2883 Barabashov
2883 Barabashov (1978 RG6) là một tiểu hành tinh vành đai chính được phát hiện ngày 13 tháng 9 năm 1978 bởi Chernykh, N. ở Nauchnyj.